# بوچارا
بوچارا (به سوئدی: Bockara) یک منطقهٔ مسکونی در سوئد است که در بخش اسکاشهامن واقع شده‌است. بوچارا ۰٫۸۰ کیلومتر مربع مساحت و ۳۱۶ نفر جمعیت دارد.